# اسدالله لاچینائو
اسدالله لاچینائو (روسی: Асадулла Лачинов؛ زادهٔ ۱۷ آوریل ۱۹۸۶) یک کشتی‌گیر اهل بلاروس است. 
وی در المپیک ۲۰۱۶ ریو در وزن ۵۷ کیلو حاضر بود که در دور اول شاکر انصاری از مراکش را شکست داد اما در دور بعد از ری هیگوچی کشتی‌گیر ژاپنی شکست خورد و با توجه به حضور این کشتی‌گیر در فینال، به دیدار شانس مجدد رفت. او در اولین مسابقه شانس مجدد  به جونگ هاک جین کشتی‌گیر کره‌شمالی باخت و حذف شد.